# Billa (Tabundung)
Billa is een bestuurslaag in het regentschap Oost-Soemba van de provincie Oost-Nusa Tenggara, Indonesië. Billa telt 1477 inwoners (volkstelling 2010).